# Rebeccas rum
|  | Denne artikel er oprettet af botten Steenthbot ud fra en ekstern database. Den kan derfor have sproglige fejl eller mangler. Denne skabelon kan fjernes efter kontrol af indholdet. |

Rebeccas rum er en dansk dokumentarfilm fra 2020 instrueret af Grit Tind Mikkelsen.

## Handling
En passioneret og ung kvindelig iværksætter forsøger at finde en balance mellem sin profession og den hun er. Iværksætteren Rebecca Vera Stahnke har kappet kontakten med den etablerede modebranche, og satser nu alt på sit nye koncept Veras. Fra den håbefulde start i tomme butikslokaler, til de skarpe hjørner til bestyrelsesmøderne, kæmper Rebecca på alle fronter for et rum, som er hendes. I en virkelighed, hvor tonsvis af tøj og højspændte konfrontationer er en del af hverdagen, er Rebeccas største udfordring i sidste ende hende selv. Filmen følger den personlige rejse gennem en ung iværksætters første år, men er først og fremmest en menneskelig fortælling om Rebecca selv – kvinden bag fænomenet Veras.

## Medvirkende
- Rebecca Vera Stahnke